# رشيد معاريف
رشيد معاريف ، من مواليد 21 مايو 1943 في شرشال ، هو سياسي جزائري، ويشغل حاليًا منصب سفير الجزائر في روما .

## وظائف
- منذ عام 2005 ، سفير الجزائر في إيطاليا والبوسنة والهرسك ومالطا وسان مارينو [1]
- 2002 - 2005 ، المدير العام للبروتوكول في رئاسة الجمهورية
- 1992 - 1993 ، وزير الدولة للسياحة
- مدير المكتب الوطني الجزائري للسياحة (ONAT) [2]